# 6357 Glushko
6357 Glushko è un asteroide della fascia principale. Scoperto nel 1976, presenta un'orbita caratterizzata da un semiasse maggiore pari a 2,9981980 UA e da un'eccentricità di 0,0792558, inclinata di 10,36892° rispetto all'eclittica.